# Theo van Doesburg
Theo van Doesburg (30 tháng 8 năm 1883 – 7 tháng 3 năm 1931) là một người Hà Lan hoạt động trong nhiều lĩnh vực khác nhau của nghệ thuật như hội họa, văn học, thơ ca và kiến trúc. Ông là người sáng lập và thủ lĩnh của phong trào nghệ thuật De Stijl (Phong cách). Các tác phẩm của Theo có ảnh hưởng mạnh xuống trường phái Bauhaus cũng như trào lưu kiến trúc quốc tế sau này.